# 第一大和トンネル
第一大和トンネル（だいいちやまとトンネル）は東海道新幹線の新横浜駅 - 小田原駅間にある複線規格の鉄道トンネルである。総延長わずか30mと東海道新幹線かつ新幹線鉄道では最も短く、16両編成の車両（車種によって若干異なるが約400mの長さ）が両端からはみ出す。 トンネルというより、立体交差の高架下のような構造である。
トンネルは神奈川県大和市下和田（小田急江ノ島線高座渋谷駅の東側）に位置しており、新大阪方には高座渋谷駅直下の第二大和トンネルがあり、かつては新駅設置構想が存在したが、最終的に寒川町の相模線交差地点（倉見駅）付近の計画となっている（相模新駅を参照）。
トンネルの真上には国道467号が通っており、その立体交差の役割をしている。
座標: 北緯35度25分58.2秒 東経139度28分3秒 / 北緯35.432833度 東経139.46750度